# FBLIM1
La proteína LIM 1 de unión a filamina (FBLIM1) es una proteína codificada en humanos por el gen FBLIM1.
Este gen codifica una proteína con un dominio de unión a filamina en el extremo N-terminal, un dominio central rico en prolina y múltiples dominios LIM en el extremo C-terminal. Esta proteína se localiza en las uniones entre células y podría unir estructuras de adhesión celular al citoesqueleto de actina. FBLIM1 podría estar implicada en el ensamblaje y estabilización de los filamentos de actina y probablemente juegue un papel en la modulación de la adhesión celular, la morfología celular y la motilidad. Esta proteína también se localiza en el núcleo celular pudiendo afectar a la diferenciación de los cardiomiocitos tras su unión con el factor de transcripción CSX/NKX2-5. Se han descrito diversas variantes transcripcionales de este gen, que codifican diferentes isoformas de la proteína.

## Interacciones
La proteína FBLIM1 ha demostrado ser capaz de interaccionar con:
- Filamina A[1]
- PLEKHC1[1]
- FLNB[2]